# William Smith (1797-1887)
Pour les articles homonymes, voir William Smith et Smith.
William « Extra Billy » Smith (6 septembre 1797 - 18 mai 1887) est un avocat, membre du congrès, 30e et 35e gouverneur de Virginie, et un major général de l'armée des États confédérés pendant la guerre de Sécession. Lors de sa nomination en janvier 1863, à l'âge de 65 ans, Smith est le plus vieil officier général confédéré à tenir un commandement sur le terrain dans la guerre.

## Avant la guerre
Smith naît à Marengo, dans le comté de King George en Virginie. Il suit sa scolarité dans des écoles privées de Virginie et à l'académie de Plainfield au Connecticut. Il étudie ensuite le droit et est admis au barreau et commence à le pratiquer à Culpeper, dans le comté de Culpeper, Virginie en 1818. Deux ans plus tard, il se marie avec Elizabeth Hansbrough Bell. Ils auront onze enfants, dont plusieurs mourront lors de leur enfance ou en tant que jeune adulte.
Il crée une ligne de transport de passagers et de courrier en Virginie en 1827 et puis étend son affaire dans les Carolines et en Géorgie en 1831. C'est dans ce rôle qu'on lui attribue son surnom. Ayant reçu un contrat par l'administration du président Andrew Jackson pour livrer le courrier entre Washington D.C. et Milledgeville, (alors capitale de l'État de Géorgie), Smith l'étend avec de nombreuses routes supplémentaires, tous frais compris. Pendant une enquête du département de la Poste, les « tous frais compris » de Smith reçoivent une publicité du sénateur des États-Unis Benjamin W. Leigh (en), et il devient connu sous le nom d'« Extra Billy » dans le Nord et dans le Sud.
Smith sert en tant que membre du sénat de Virginie de 1836 jusqu'en 1841, où il démissionne pendant son deuxième siège. Smith se confronte avec succès en tant que démocrate à l'élection de Linn Banks (en) au vingt-septième congrès (en) et sert du 4 mars 1841 jusqu'au 3 mars 1843. Il échoue à sa réélection en 1842 lors du vingt-huitième congrès (en). Il part ensuite pour le comté de Fauquier.
Smith sert lors de la guerre américano-mexicaine en tant que gouverneur de Virginie de 1846 à 1849 et est candidat malheureux à l'élection du sénat des États-Unis pendant cette période. Il part pour la Californie en avril 1849 et est président de la première convention démocrate en 1850. Il retourne en Virginie en 1852 et est élu lors du trente-troisième congrès (en) et aux trois congrès qui se succèdent (4 mars 1853 - 3 mars 1861).
Son beau-frère Peter Hansbrough Bell (en) est un révolutionnaire du Texas et un vétéran de la guerre américano-mexicaine qui a servi en tant que troisième gouverneur du Texas de 1849 à 1853.

### Histoire électorale
- 1853 : Smith est élu à la chambre des Représentants des États-Unis avec 51,79 % des voix, battant le whig Edgar Snowden.
- 1855 : Smith est réélu avec 78,01 % des voix, battant P. Johnson Barbour et David Funsten, candidats indépendants.
- 1857 : Smith est réélu avec 57,5 % des voix, battant Snowden, maintenant-américain.
- 1859 : Smith est réélu avec 49,36 % des voix, battant Henry Wirtz Thomas et Henry Shackleford, démocrates indépendants.
- 1863 : Smith est élu gouverneur de Virginie avec 47,77 % des voix, battant ses collègues Thomas Stanhope Flournoy et George W. Munford, démocrates conservateurs.

## Guerre de Sécession
Lorsque la Virginie fait sécession de l'Union, Smith décline une proposition de devenir brigadier général parce qu'il admet à juste titre qu'il « ignore tout des manœuvres et des tactiques ». Quelques semaines après le début de la guerre, il est présent lors de la charge de la cavalerie de l'Union lors de la bataille de Fairfax Court House. Il prend le commandement des troupes confédérées après la mort de leur commandant John Quincy Marr, et apprécie l'expérience. Il demande à obtenir une commission et est nommé colonel du 49th Virginia Infantry (en) juste trois jours avant la première bataille de Bull Run, où le régiment et son nouveau commandant se comportent bien.

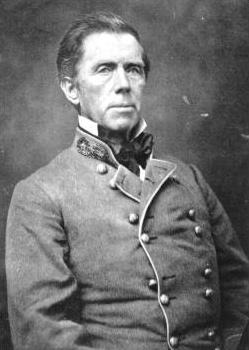
Général William Smith

Smith sert au sein du congrès des États confédérés, mais retourne dans le 49th Virginia au début de la campagne de la Péninsule. Il est blessé lors de la bataille de Seven Pines et son régiment a le droit à une appréciation particulière dans le rapport de son commandant. Pendant la bataille des sept jours, le régiment est peu engagé, mais Smith et son unité sont une nouvelle fois décrits comme ayant des « caractères de sang-froid ». Il est aussi connu pour exprimé son mépris pour les diplômés de West Point (« West P'inters ») et leurs tactiques académiques, recommandant le sens pragmatique de ses hommes au lieu de leur formation militaire, et se distingue lui-même pour son uniforme peu orthodoxe, dont un grand chapeau en peau de castor (en) et un parapluie en coton bleu.
Lors de la bataille d'Antietam, Smith commande temporairement une brigade dans la division de major général Jubal Anderson Early. Il est blessé trois fois, mais continue de commander, et le major général J.E.B. Stuart écrit qu'il est « remarquablement courageux et  maître de lui ». À la fin de la bataille, il est évacué du champ de bataille. En reconnaissance pour son comportement, il est promu brigadier général avec une date de prise de rang au 31 janvier 1863. Il commande une brigade lors de la bataille de Chancellorsville, mais ne se démarque par ce rôle.
À l'époque de la campagne de Gettysburg, les supérieurs des Smith se méfient de ses capacités, mais doivent garder un certain degré de soutien du fait qu'il est un ancien gouverneur et à ce moment est le gouverneur élu de Virginie. Early demande au brigadier général John B. Gordon de garder un contact rapproché avec Smith et exerce en réalité le commandement sur les deux brigades. Pendant la bataille de Gettysburg , Smith refuse de poursuivre les troupes du XI corps de l'Union, inquiet d'une force de l'Union qui approche sur sa gauche, ce qui est une des raisons principales de l'échec de l'attaque confédérée sur Cemetery Hill le 1er juillet 1863. Smith est le plus vieux général sur le champ de bataille et combat (en vain) le plus vieux général de l'Union, le brigadier général George S. Greene, à Culp's Hill (en) le 3 juillet 1863. Il est le seul général qui n'est pas cité dans le rapport officiel d'Early, et en conséquence, décide de démissionner le 10 juillet 1863. Il reçoit néanmoins une promotion, essentiellement honoraire, de major général et d'inspecteur général adjoint le 12 août 1863 et assure un service de recrutement en Virginie.

## Après la guerre
Avant la campagne de Gettysburg, Smith est réélu gouverneur de Virginie et sert du 1er janvier 1864 jusqu'à la fin de la guerre. Il est parmi les premiers gouverneur du Sud à plaider l'armement des noirs pour fournir des troupes à la Confédération, et il retourne occasionnellement sur le terrain pour commander des troupes lors de la défense de Richmond. Il est démis de ses fonctions et arrêté le 9 mai 1865, mais est libéré sur parole le 8 juin 1865.
Il retourne sur sa propriété, « Monte Rosa » (renommée plus tard « Neptune Lodge ») près de Warrenton, Virginie, où il entreprend des activités agricoles. À quatre-vingts ans, il devient membre de la chambre des délégués de Virginie (1877-79). Il meurt à Warrenton et est enterré dans le cimetière d'Hollywood à Richmond en Virginie.